# Antti Lindtman
Antti Lindtman (né le 11 août 1982 à Vantaa) est un homme politique finlandais. Il est conseiller municipal de la ville de Vantaa depuis 2009 et député depuis 2011. En septembre 2023, il succède à Sanna Marin à la présidence du parti social-démocrate.